# Sportverein Arminia Hannover 1976-1977
Questa voce raccoglie le informazioni riguardanti lo Sportverein Arminia Hannover nelle competizioni ufficiali della stagione 1976-1977.

## Stagione
Nella stagione 1976-1977 l'Arminia Hannover, allenato da Gerd Bohnsack, concluse il campionato di 2. Bundesliga al 13º posto.

## Rosa
| N. |                     | Ruolo | Calciatore           |
| -- | ------------------- | ----- | -------------------- |
|    | Germania (bandiera) | P     | Georg Kaiser         |
|    | Germania (bandiera) | P     | Dieter Schrader      |
|    | Germania (bandiera) | D     | Rainer Behrends      |
|    | Germania (bandiera) | D     | Reinhard Brandt      |
|    | Germania (bandiera) | D     | Roland Hoffmann      |
|    | Germania (bandiera) | D     | Manfred Holldorb     |
|    | Germania (bandiera) | D     | Eckhard Koss         |
|    | Germania (bandiera) | D     | Jürgen Roloff        |
|    | Germania (bandiera) | D     | Hans-Joachim Vogeler |
|    | Germania (bandiera) | C     | Norbert Bebensee     |

| N. |                     | Ruolo | Calciatore          |
| -- | ------------------- | ----- | ------------------- |
|    | Germania (bandiera) | C     | Kurt Becker         |
|    | Germania (bandiera) | C     | Peter Burkhardt     |
|    | Germania (bandiera) | C     | Horst Friederichsen |
|    | Germania (bandiera) | C     | Hans-Joachim Kauf   |
|    | Germania (bandiera) | C     | Michael Krüger      |
|    | Germania (bandiera) | C     | Hans-Jürgen Reh     |
|    | Germania (bandiera) | C     | Rainer Slodczyk     |
|    | Germania (bandiera) | A     | Giesbert Klose      |
|    | Germania (bandiera) | A     | Karl-Heinz Mrosko   |

## Organigramma societario
Area tecnica
- Allenatore: Gerd Bohnsack
- Allenatore in seconda:
- Preparatore dei portieri:
- Preparatori atletici:

## Calciomercato

### Sessione estiva
| Acquisti | Acquisti          | Acquisti       | Acquisti |
| R.       | Nome              | da             | Modalità |
| -------- | ----------------- | -------------- | -------- |
| C        | Hans-Joachim Kauf | Monaco 1860    |          |
| C        | Michael Krüger    | Hannover 96 II |          |

| Cessioni | Cessioni | Cessioni | Cessioni |
| R.       | Nome     | a        | Modalità |
| -------- | -------- | -------- | -------- |

### Sessione invernale
| Acquisti | Acquisti | Acquisti | Acquisti |
| R.       | Nome     | da       | Modalità |
| -------- | -------- | -------- | -------- |

| Cessioni | Cessioni | Cessioni | Cessioni |
| R.       | Nome     | a        | Modalità |
| -------- | -------- | -------- | -------- |

## Risultati

### 2. Bundesliga

#### Girone di andata
| Arbitro: | Halfter |

|                   |           |           |
| Mrosko 58’ (rig.) | Marcatori | 31’ Riege |

| Arbitro: | Zuchantke |

|            |           |                   |
| Erhart 56’ | Marcatori | 87’ (rig.) Mrosko |

| Arbitro: | Basedow |

|            |           |             |
| Mrosko 65’ | Marcatori | 18’ Pallaks |

| Arbitro: | Lutz |

|  |           |            |
|  | Marcatori | 78’ Krüger |

| Arbitro: | Jensen |

|                                                                  |           |  |
| Becker 7’, 31’ Reh 23’ Behrends 38’ (rig.) Krüger 60’ Mrosko 80’ | Marcatori |  |

| Arbitro: | Lüling |

|            |           |           |
| Hermann 6’ | Marcatori | 22’ Klose |

| Arbitro: | Hilker |

|                          |           |             |
| Krüger 49’ Burkhardt 51’ | Marcatori | 90’ Liedtke |

| Arbitro: | Bartnick |

|                                        |           |  |
| Mödrath 40’, 87’ Goll 51’ Campbell 73’ | Marcatori |  |

| Arbitro: | Herrmann |

|                                  |           |           |
| Reh 17’ Burkhardt 24’ Mrosko 44’ | Marcatori | 6’ Geweke |

| Arbitro: | Sommershoff |

|               |           |                                           |
| Kuczinski 86’ | Marcatori | 29’, 89’ Mrosko 49’ Krüger 52’, 60’ Klose |

| Arbitro: | Schütte |

|                                            |           |                 |
| Dreyer 34’ (aut.) Burkhardt 44’ Mrosko 70’ | Marcatori | 16’ Plaggemeyer |

| Arbitro: | Barnick |

|                                 |           |              |
| Oswald 17’, 56’, 72’ Gerber 61’ | Marcatori | 24’ Bebensee |

| Arbitro: | Gathmann |

|                        |           |              |
| Bebensee 9’ Mrosko 45’ | Marcatori | 66’ Hoffmann |

| Arbitro: | Niemann |

|                    |           |            |
| Graul 35’ Wolf 38’ | Marcatori | 26’ Mrosko |

| Arbitro: | Kopka |

|              |           |                                     |
| Hoffmann 11’ | Marcatori | 22’ Greif 87’ Schock 89’ Mühlenberg |

| Arbitro: | Heitmann |

|             |           |  |
| Milewski 8’ | Marcatori |  |

| Arbitro: | Reichmann |

|  |           |                   |
|  | Marcatori | 87’ Friederichsen |

| Arbitro: | Leyding |

|                                                        |           |  |
| Mrosko 23’ (rig.) Krüger 46’ Hoffmann 79’ Bebensee 86’ | Marcatori |  |

| Arbitro: | Wahmann |

|                               |           |  |
| Breuer 54’ Fagot 83’ Kehr 90’ | Marcatori |  |

#### Girone di ritorno
| Arbitro: | Milkert |

|                                               |           |              |
| Mattsson 15’, 38’ Riege 43’ Funkel 57’ (rig.) | Marcatori | 65’ Behrends |

| Arbitro: | Kaiser |

|                   |           |                                    |
| Mrosko 54’ (rig.) | Marcatori | 40’ Wolf 48’ Eilenfeldt 55’ Erhart |

| Arbitro: | Brückner |

|             |           |                    |
| Flüshöh 36’ | Marcatori | 17’ (aut.) Bittner |

| Arbitro: | Ohmsen |

|                                        |           |               |
| Krüger 11’ Klose 19’ Friederichsen 57’ | Marcatori | 18’, 58’ Speh |

| Arbitro: | Uhlig |

|                      |           |                   |
| Florian 63’ Rnic 82’ | Marcatori | 81’ Friederichsen |

| Arbitro: | Sommershoff |

|                                     |           |               |
| Mrosko 8’, 59’ Klose 13’ Krüger 36’ | Marcatori | 67’ Scheinert |

| Arbitro: | Assenmacher |

|                        |           |                               |
| Mielke 56’ Lindner 62’ | Marcatori | 2’ Bebensee 54’ Friederichsen |

| Arbitro: | Zuchantke |

|                         |           |  |
| Bebensee 61’ Mrosko 79’ | Marcatori |  |

| Arbitro: | Reichmann |

|                      |           |                   |
| Keuken 58’ Budde 63’ | Marcatori | 87’ (rig.) Mrosko |

| Arbitro: | Lutz |

|                                     |           |                                                         |
| Friederichsen 10’ Mrosko 72’ (rig.) | Marcatori | 22’, 81’, 85’ Abel 42’ Busk 78’ Etterich 90’ Gerresheim |

| Arbitro: | Leyding |

|                 |           |                                   |
| Plaggemeyer 31’ | Marcatori | 27’ Klose 44’ Bebensee 78’ Mrosko |

| Hannover 26 marzo 1977 31ª giornata | Arminia Hannover | 0 – 0 referto | St. Pauli | Stadion am Bischofsholer Damm (12 000 spett.)\| Arbitro: \| Meijerink \| |
| Arbitro:                            | Meijerink        |               |           |                                                                          |

| Arbitro: | Schütte |

|                                   |           |  |
| van den Berg 78’ Surau 80’ (rig.) | Marcatori |  |

| Arbitro: | Horeis |

|                              |           |           |
| Mrosko 18’ Friederichsen 32’ | Marcatori | 29’ Graul |

| Arbitro: | Wahmann |

|                                 |           |                                     |
| Schock 2’, 40’, 65’ Schäfer 37’ | Marcatori | 28’ Reh 35’ Klose 51’ Friederichsen |

| Arbitro: | Ahlenfelder |

|         |           |                     |
| Reh 28’ | Marcatori | 64’ Wunder 85’ Dahl |

| Arbitro: | Sommershoff |

|                                        |           |                 |
| Friederichsen 43’ Krüger 50’ Klose 59’ | Marcatori | 65’, 76’ Albert |

| Bochum 14 maggio 1977 37ª giornata | Wattenscheid 09 | 0 – 0 referto | Arminia Hannover | Lohrheidestadion (800 spett.)\| Arbitro: \| Hennig \| |
| Arbitro:                           | Hennig          |               |                  |                                                       |

| Arbitro: | Risse |

|  |           |          |
|  | Marcatori | 11’ Kehr |

## Statistiche

### Statistiche di squadra
| Competizione  | Punti | In casa | In casa | In casa | In casa | In casa | In casa | In trasferta | In trasferta | In trasferta | In trasferta | In trasferta | In trasferta | Totale | Totale | Totale | Totale | Totale | Totale | DR |
| Competizione  | Punti | G       | V       | N       | P       | Gf      | Gs      | G            | V            | N            | P            | Gf           | Gs           | G      | V      | N      | P      | Gf     | Gs     | DR |
| ------------- | ----- | ------- | ------- | ------- | ------- | ------- | ------- | ------------ | ------------ | ------------ | ------------ | ------------ | ------------ | ------ | ------ | ------ | ------ | ------ | ------ | -- |
| 2. Bundesliga | 38    | 19      | 11      | 3       | 5       | 41      | 27      | 19           | 4            | 5            | 10           | 23           | 35           | 38     | 15     | 8      | 15     | 64     | 62     | +2 |
| Totale        | 38    | 19      | 11      | 3       | 5       | 41      | 27      | 19           | 4            | 5            | 10           | 23           | 35           | 38     | 15     | 8      | 15     | 64     | 62     | +2 |

### Andamento in campionato
| Giornata  | 1 | 2  | 3  | 4 | 5 | 6 | 7 | 8 | 9 | 10 | 11 | 12 | 13 | 14 | 15 | 16 | 17 | 18 | 19 | 20 | 21 | 22 | 23 | 24 | 25 | 26 | 27 | 28 | 29 | 30 | 31 | 32 | 33 | 34 | 35 | 36 | 37 | 38 |
| --------- | - | -- | -- | - | - | - | - | - | - | -- | -- | -- | -- | -- | -- | -- | -- | -- | -- | -- | -- | -- | -- | -- | -- | -- | -- | -- | -- | -- | -- | -- | -- | -- | -- | -- | -- | -- |
| Luogo     | C | T  | C  | T | C | T | C | T | C | T  | C  | T  | C  | T  | C  | T  | T  | C  | T  | T  | C  | T  | C  | T  | C  | T  | C  | T  | C  | T  | C  | T  | C  | T  | C  | C  | T  | C  |
| Risultato | N | N  | N  | V | V | N | V | P | V | V  | V  | P  | V  | P  | P  | P  | V  | V  | P  | P  | P  | N  | V  | P  | V  | N  | V  | P  | P  | V  | N  | P  | V  | P  | P  | V  | N  | P  |
| Posizione | 9 | 10 | 13 | 8 | 2 | 6 | 3 | 7 | 4 | 2  | 1  | 3  | 3  | 4  | 6  | 8  | 8  | 5  | 8  | 9  | 10 | 11 | 8  | 10 | 9  | 9  | 9  | 9  | 11 | 10 | 9  | 11 | 10 | 11 | 13 | 13 | 13 | 13 |

Legenda:

Luogo: C = Casa; T = Trasferta. Risultato: V = Vittoria; N = Pareggio; P = Sconfitta.

### Statistiche dei giocatori
| N. Bebensee      | 37 | 6  | 2  | 0 |
| K. Becker        | 24 | 2  | 1  | 0 |
| R. Behrends      | 38 | 2  | 5  | 0 |
| R. Brandt        | 34 | 0  | 8  | 0 |
| P. Burkhardt     | 26 | 3  | 1  | 0 |
| H. Friederichsen | 24 | 8  | 4  | 0 |
| R. Hoffmann      | 32 | 2  | 3  | 1 |
| M. Holldorb      | 10 | 0  | 0  | 0 |
| G. Kaiser        | 9  | 0  | 0  | 0 |
| H. Kauf          | 2  | 0  | 1  | 0 |
| G. Klose         | 35 | 8  | 3  | 0 |
| E. Koss          | 15 | 0  | 1  | 0 |
| M. Krüger        | 38 | 8  | 8  | 0 |
| K. Mrosko        | 38 | 19 | 10 | 0 |
| H. Reh           | 38 | 4  | 0  | 0 |
| J. Roloff        | 6  | 0  | 0  | 0 |
| D. Schrader      | 31 | 0  | 0  | 0 |
| R. Slodczyk      | 9  | 0  | 0  | 0 |
| H. Vogeler       | 37 | 0  | 1  | 0 |